# Ustawy amortyzacyjne
Ustawy amortyzacyjne – przepisy w dawnej Polsce, które ograniczały nabywanie dóbr ziemskich przez instytucje kościelne w związku z tym, że nabyte przez nie ziemie stawały się własnością „martwej ręki”. Najpełniejszą ustawę amortyzacyjną uchwalono w 1635 roku. Następne takie ustawy z lat 1676, 1726 i 1768 nie zahamowały znacząco wzrostu majątków Kościoła.